# Eleições legislativas de 2019 em Vila Nova de Gaia

## Resultados Oficiais
| Partido                 | Partido                              | Votos   | %               | +/-   |
| ----------------------- | ------------------------------------ | ------- | --------------- | ----- |
|                         | Partido Socialista                   | 57 891  | 37,05 / 100,00  | 3,42  |
|                         | Partido Social Democrata             | 43 288  | 27,70 / 100,00  | -     |
|                         | Bloco de Esquerda                    | 18 721  | 11,98 / 100,00  | 1,19  |
|                         | CDU - Coligação Democrática Unitária | 8 482   | 5,43 / 100,00   | 2,42  |
|                         | Pessoas–Animais–Natureza             | 6 546   | 4,19 / 100,00   | 2,21  |
|                         | CDS – Partido Popular                | 4 552   | 2,91 / 100,00   | -     |
|                         | Iniciativa Liberal                   | 2 751   | 1,76 / 100,00   | Novo  |
|                         | Outros (com menos de 1,00%)          | 7 833   | 4,99 / 100,00   |       |
| Votos Inválidos         | Votos Inválidos                      | 6 208   | 3,97 / 100,00   | 0,28  |
| Total                   | Total                                | 156 272 | 100,00 / 100,00 |       |
| Eleitorado/Participação | Eleitorado/Participação              | 267 060 | 58,52 / 100,00  | 2,49  |
| Fonte                   | Fonte                                | [ 1 ]   | [ 1 ]           | [ 1 ] |

## Resultados por Freguesia
Os resultados seguintes referem-se aos partidos que obtiveram mais de 1,00% dos votos:
| Freguesia                            | %     | %     | %     | %    | %    | %    | %    | Votantes |
| Freguesia                            | PS    | PSD   | BE    | CDU  | PAN  | CDS  | IL   | Votantes |
| ------------------------------------ | ----- | ----- | ----- | ---- | ---- | ---- | ---- | -------- |
| Arcozelo                             | 31,25 | 35,38 | 10,04 | 3,97 | 4,27 | 4,19 | 2,70 | 8 156    |
| Avintes                              | 45,25 | 20,34 | 11,09 | 8,17 | 3,10 | 2,55 | 1,25 | 5 520    |
| Canelas                              | 40,15 | 24,14 | 12,62 | 4,68 | 4,17 | 2,58 | 1,54 | 6 861    |
| Canidelo                             | 39,09 | 24,37 | 13,40 | 5,90 | 4,70 | 2,17 | 1,69 | 14 593   |
| Grijó e Sermonde                     | 37,05 | 32,81 | 9,09  | 3,77 | 3,43 | 3,48 | 1,25 | 6 148    |
| Gulpilhares e Valadares              | 33,49 | 29,09 | 11,97 | 5,96 | 4,69 | 3,21 | 2,44 | 11 623   |
| Madalena                             | 36,05 | 27,68 | 12,04 | 6,33 | 4,33 | 2,54 | 2,27 | 5 592    |
| Mafamude e Vilar do Paraíso          | 33,44 | 29,28 | 13,69 | 5,85 | 4,39 | 2,66 | 2,00 | 26 567   |
| Oliveira do Douro                    | 40,75 | 21,54 | 12,35 | 6,67 | 5,22 | 2,29 | 1,12 | 10 603   |
| Pedroso e Seixezelo                  | 40,21 | 27,88 | 10,90 | 3,86 | 3,44 | 3,28 | 1,31 | 10 694   |
| Sandim, Olival, Lever e Crestuma     | 37,04 | 33,66 | 8,23  | 3,02 | 2,64 | 5,81 | 1,00 | 9 291    |
| Santa Marinha e São Pedro da Afurada | 36,49 | 26,30 | 13,29 | 6,45 | 4,20 | 2,22 | 2,17 | 17 756   |
| São Félix da Marinha                 | 35,27 | 33,28 | 9,62  | 4,14 | 3,71 | 3,19 | 2,13 | 7 247    |
| Serzedo e Perosinho                  | 38,53 | 29,45 | 10,63 | 4,16 | 3,78 | 2,83 | 1,45 | 7 094    |
| Vilar de Andorinho                   | 40,85 | 20,84 | 13,60 | 6,44 | 5,18 | 2,10 | 1,11 | 8 527    |
| Vila Nova de Gaia                    | 37,05 | 27,70 | 11,98 | 5,43 | 4,19 | 2,91 | 1,76 | 156 272  |

#### Arcozelo
| Partido                 | Partido                              | Votos  | %               | +/-  |
| ----------------------- | ------------------------------------ | ------ | --------------- | ---- |
|                         | Partido Social Democrata             | 2 886  | 35,38 / 100,00  | -    |
|                         | Partido Socialista                   | 2 549  | 31,25 / 100,00  | 3,92 |
|                         | Bloco de Esquerda                    | 819    | 10,04 / 100,00  | 1,94 |
|                         | Pessoas–Animais–Natureza             | 348    | 4,27 / 100,00   | 2,60 |
|                         | CDS – Partido Popular                | 342    | 4,19 / 100,00   | -    |
|                         | CDU - Coligação Democrática Unitária | 324    | 3,97 / 100,00   | 2,17 |
|                         | Iniciativa Liberal                   | 220    | 2,70 / 100,00   | Novo |
|                         | LIVRE                                | 93     | 1,14 / 100,00   | 0,32 |
|                         | Outros (com menos de 1,00%)          | 244    | 2,99 / 100,00   |      |
| Votos Inválidos         | Votos Inválidos                      | 331    | 4,06 / 100,00   | 0,01 |
| Total                   | Total                                | 8 156  | 100,00 / 100,00 |      |
| Eleitorado/Participação | Eleitorado/Participação              | 13 226 | 61,67 / 100,00  | 0,54 |

#### Avintes
| Partido                 | Partido                              | Votos | %               | +/-  |
| ----------------------- | ------------------------------------ | ----- | --------------- | ---- |
|                         | Partido Socialista                   | 2 498 | 45,25 / 100,00  | 6,61 |
|                         | Partido Social Democrata             | 1 123 | 20,34 / 100,00  | -    |
|                         | Bloco de Esquerda                    | 612   | 11,09 / 100,00  | 1,34 |
|                         | CDU - Coligação Democrática Unitária | 451   | 8,17 / 100,00   | 3,35 |
|                         | Pessoas–Animais–Natureza             | 171   | 3,10 / 100,00   | 1,57 |
|                         | CDS – Partido Popular                | 141   | 2,55 / 100,00   | -    |
|                         | Iniciativa Liberal                   | 69    | 1,25 / 100,00   | Novo |
|                         | Reagir Incluir Reciclar              | 57    | 1,03 / 100,00   | Novo |
|                         | Outros (com menos de 1,00%)          | 218   | 3,92 / 100,00   |      |
| Votos Inválidos         | Votos Inválidos                      | 180   | 3,26 / 100,00   | 0,07 |
| Total                   | Total                                | 5 520 | 100,00 / 100,00 |      |
| Eleitorado/Participação | Eleitorado/Participação              | 9 687 | 56,98 / 100,00  | 2,43 |

#### Canelas
| Partido                 | Partido                              | Votos  | %               | +/-  |
| ----------------------- | ------------------------------------ | ------ | --------------- | ---- |
|                         | Partido Socialista                   | 2 755  | 40,15 / 100,00  | 5,77 |
|                         | Partido Social Democrata             | 1 656  | 24,14 / 100,00  | -    |
|                         | Bloco de Esquerda                    | 866    | 12,62 / 100,00  | 1,64 |
|                         | CDU - Coligação Democrática Unitária | 321    | 4,68 / 100,00   | 2,56 |
|                         | Pessoas–Animais–Natureza             | 286    | 4,17 / 100,00   | 2,12 |
|                         | CDS – Partido Popular                | 177    | 2,58 / 100,00   | -    |
|                         | Iniciativa Liberal                   | 106    | 1,54 / 100,00   | Novo |
|                         | LIVRE                                | 69     | 1,01 / 100,00   | 0,52 |
|                         | Outros (com menos de 1,00%)          | 296    | 4,31 / 100,00   |      |
| Votos Inválidos         | Votos Inválidos                      | 329    | 4,80 / 100,00   | 1,08 |
| Total                   | Total                                | 6 861  | 100,00 / 100,00 |      |
| Eleitorado/Participação | Eleitorado/Participação              | 11 845 | 57,92 / 100,00  | 1,02 |

#### Canidelo
| Partido                 | Partido                              | Votos  | %               | +/-  |
| ----------------------- | ------------------------------------ | ------ | --------------- | ---- |
|                         | Partido Socialista                   | 5 704  | 39,09 / 100,00  | 2,74 |
|                         | Partido Social Democrata             | 3 556  | 24,37 / 100,00  | -    |
|                         | Bloco de Esquerda                    | 1 955  | 13,40 / 100,00  | 2,16 |
|                         | CDU - Coligação Democrática Unitária | 861    | 5,90 / 100,00   | 2,25 |
|                         | Pessoas–Animais–Natureza             | 686    | 4,70 / 100,00   | 2,41 |
|                         | CDS – Partido Popular                | 316    | 2,17 / 100,00   | -    |
|                         | Iniciativa Liberal                   | 247    | 1,69 / 100,00   | Novo |
|                         | Outros (com menos de 1,00%)          | 673    | 4,61 / 100,00   |      |
| Votos Inválidos         | Votos Inválidos                      | 595    | 4,07 / 100,00   | 0,35 |
| Total                   | Total                                | 14 593 | 100,00 / 100,00 |      |
| Eleitorado/Participação | Eleitorado/Participação              | 24 339 | 59,96 / 100,00  | 1,80 |

#### Grijó e Sermonde
| Partido                 | Partido                              | Votos  | %               | +/-  |
| ----------------------- | ------------------------------------ | ------ | --------------- | ---- |
|                         | Partido Socialista                   | 2 278  | 37,05 / 100,00  | 6,33 |
|                         | Partido Social Democrata             | 2 017  | 32,81 / 100,00  | -    |
|                         | Bloco de Esquerda                    | 559    | 9,09 / 100,00   | 2,63 |
|                         | CDU - Coligação Democrática Unitária | 232    | 3,77 / 100,00   | 1,95 |
|                         | CDS – Partido Popular                | 214    | 3,48 / 100,00   | -    |
|                         | Pessoas–Animais–Natureza             | 211    | 3,43 / 100,00   | 1,90 |
|                         | Iniciativa Liberal                   | 77     | 1,25 / 100,00   | Novo |
|                         | Outros (com menos de 1,00%)          | 306    | 4,96 / 100,00   |      |
| Votos Inválidos         | Votos Inválidos                      | 254    | 4,13 / 100,00   | 0,20 |
| Total                   | Total                                | 6 148  | 100,00 / 100,00 |      |
| Eleitorado/Participação | Eleitorado/Participação              | 10 501 | 58,55 / 100,00  | 2,03 |

#### Gulpilhares e Valadares
| Partido                 | Partido                              | Votos  | %               | +/-  |
| ----------------------- | ------------------------------------ | ------ | --------------- | ---- |
|                         | Partido Socialista                   | 3 893  | 33,49 / 100,00  | 2,24 |
|                         | Partido Social Democrata             | 3 381  | 29,09 / 100,00  | -    |
|                         | Bloco de Esquerda                    | 1 391  | 11,97 / 100,00  | 1,18 |
|                         | CDU - Coligação Democrática Unitária | 693    | 5,96 / 100,00   | 2,32 |
|                         | Pessoas–Animais–Natureza             | 545    | 4,69 / 100,00   | 2,48 |
|                         | CDS – Partido Popular                | 373    | 3,21 / 100,00   | -    |
|                         | Iniciativa Liberal                   | 284    | 2,44 / 100,00   | Novo |
|                         | Outros (com menos de 1,00%)          | 606    | 5,22 / 100,00   |      |
| Votos Inválidos         | Votos Inválidos                      | 457    | 3,94 / 100,00   | 0,03 |
| Total                   | Total                                | 11 623 | 100,00 / 100,00 |      |
| Eleitorado/Participação | Eleitorado/Participação              | 19 332 | 60,12 / 100,00  | 0,64 |

#### Madalena
| Partido                 | Partido                              | Votos | %               | +/-  |
| ----------------------- | ------------------------------------ | ----- | --------------- | ---- |
|                         | Partido Socialista                   | 2 016 | 36,05 / 100,00  | 3,30 |
|                         | Partido Social Democrata             | 1 548 | 27,68 / 100,00  | -    |
|                         | Bloco de Esquerda                    | 673   | 12,04 / 100,00  | 2,41 |
|                         | CDU - Coligação Democrática Unitária | 354   | 6,33 / 100,00   | 2,93 |
|                         | Pessoas–Animais–Natureza             | 242   | 4,33 / 100,00   | 2,56 |
|                         | CDS – Partido Popular                | 142   | 2,54 / 100,00   | -    |
|                         | Iniciativa Liberal                   | 127   | 2,27 / 100,00   | Novo |
|                         | Outros (com menos de 1,00%)          | 293   | 5,24 / 100,00   |      |
| Votos Inválidos         | Votos Inválidos                      | 197   | 3,52 / 100,00   | 0,08 |
| Total                   | Total                                | 5 592 | 100,00 / 100,00 |      |
| Eleitorado/Participação | Eleitorado/Participação              | 9 068 | 61,67 / 100,00  | 1,79 |

#### Mafamude e Vilar do Paraíso
| Partido                 | Partido                              | Votos  | %               | +/-  |
| ----------------------- | ------------------------------------ | ------ | --------------- | ---- |
|                         | Partido Socialista                   | 8 885  | 33,44 / 100,00  | 0,95 |
|                         | Partido Social Democrata             | 7 780  | 29,28 / 100,00  | -    |
|                         | Bloco de Esquerda                    | 3 636  | 13,69 / 100,00  | 0,32 |
|                         | CDU - Coligação Democrática Unitária | 1 555  | 5,85 / 100,00   | 1,98 |
|                         | Pessoas–Animais–Natureza             | 1 167  | 4,39 / 100,00   | 2,40 |
|                         | CDS – Partido Popular                | 707    | 2,66 / 100,00   | -    |
|                         | Iniciativa Liberal                   | 532    | 2,00 / 100,00   | Novo |
|                         | LIVRE                                | 343    | 1,29 / 100,00   | 0,47 |
|                         | Outros (com menos de 1,00%)          | 1 018  | 3,83 / 100,00   |      |
| Votos Inválidos         | Votos Inválidos                      | 944    | 3,56 / 100,00   | 0,06 |
| Total                   | Total                                | 26 567 | 100,00 / 100,00 |      |
| Eleitorado/Participação | Eleitorado/Participação              | 46 495 | 57,14 / 100,00  | 3,66 |

#### Oliveira do Douro
| Partido                 | Partido                              | Votos  | %               | +/-  |
| ----------------------- | ------------------------------------ | ------ | --------------- | ---- |
|                         | Partido Socialista                   | 4 321  | 40,75 / 100,00  | 3,95 |
|                         | Partido Social Democrata             | 2 284  | 21,54 / 100,00  | -    |
|                         | Bloco de Esquerda                    | 1 309  | 12,35 / 100,00  | 1,65 |
|                         | CDU - Coligação Democrática Unitária | 707    | 6,67 / 100,00   | 3,36 |
|                         | Pessoas–Animais–Natureza             | 553    | 5,22 / 100,00   | 3,07 |
|                         | CDS – Partido Popular                | 243    | 2,29 / 100,00   | -    |
|                         | LIVRE                                | 129    | 1,22 / 100,00   | 0,73 |
|                         | Iniciativa Liberal                   | 119    | 1,12 / 100,00   | Novo |
|                         | Outros (com menos de 1,00%)          | 506    | 4,76 / 100,00   |      |
| Votos Inválidos         | Votos Inválidos                      | 432    | 4,08 / 100,00   | 0,85 |
| Total                   | Total                                | 10 603 | 100,00 / 100,00 |      |
| Eleitorado/Participação | Eleitorado/Participação              | 20 022 | 52,96 / 100,00  | 7,79 |

#### Pedroso e Seixezelo
| Partido                 | Partido                              | Votos  | %               | +/-  |
| ----------------------- | ------------------------------------ | ------ | --------------- | ---- |
|                         | Partido Socialista                   | 4 300  | 40,21 / 100,00  | 5,88 |
|                         | Partido Social Democrata             | 2 982  | 27,88 / 100,00  | -    |
|                         | Bloco de Esquerda                    | 1 166  | 10,90 / 100,00  | 0,29 |
|                         | CDU - Coligação Democrática Unitária | 413    | 3,86 / 100,00   | 2,11 |
|                         | Pessoas–Animais–Natureza             | 368    | 3,44 / 100,00   | 1,76 |
|                         | CDS – Partido Popular                | 351    | 3,28 / 100,00   | -    |
|                         | Iniciativa Liberal                   | 140    | 1,31 / 100,00   | Novo |
|                         | Outros (com menos de 1,00%)          | 544    | 5,10 / 100,00   |      |
| Votos Inválidos         | Votos Inválidos                      | 430    | 4,02 / 100,00   | 0,43 |
| Total                   | Total                                | 10 694 | 100,00 / 100,00 |      |
| Eleitorado/Participação | Eleitorado/Participação              | 17 996 | 59,42 / 100,00  | 1,02 |

#### Sandim, Olival, Lever e Crestuma
| Partido                 | Partido                              | Votos  | %               | +/-  |
| ----------------------- | ------------------------------------ | ------ | --------------- | ---- |
|                         | Partido Socialista                   | 3 441  | 37,04 / 100,00  | 5,55 |
|                         | Partido Social Democrata             | 3 127  | 33,66 / 100,00  | -    |
|                         | Bloco de Esquerda                    | 765    | 8,23 / 100,00   | 1,10 |
|                         | CDS – Partido Popular                | 540    | 5,81 / 100,00   | -    |
|                         | CDU - Coligação Democrática Unitária | 281    | 3,02 / 100,00   | 1,66 |
|                         | Pessoas–Animais–Natureza             | 245    | 2,64 / 100,00   | 1,11 |
|                         | Iniciativa Liberal                   | 93     | 1,00 / 100,00   | Novo |
|                         | Outros (com menos de 1,00%)          | 359    | 3,86 / 100,00   |      |
| Votos Inválidos         | Votos Inválidos                      | 440    | 4,73 / 100,00   | 0,49 |
| Total                   | Total                                | 9 291  | 100,00 / 100,00 |      |
| Eleitorado/Participação | Eleitorado/Participação              | 14 845 | 62,59 / 100,00  | 2,75 |

#### Santa Marinha e São Pedro da Afurada
| Partido                 | Partido                              | Votos  | %               | +/-  |
| ----------------------- | ------------------------------------ | ------ | --------------- | ---- |
|                         | Partido Socialista                   | 6 479  | 36,49 / 100,00  | 0,82 |
|                         | Partido Social Democrata             | 4 670  | 26,30 / 100,00  | -    |
|                         | Bloco de Esquerda                    | 2 359  | 13,29 / 100,00  | 0,32 |
|                         | CDU - Coligação Democrática Unitária | 1 146  | 6,45 / 100,00   | 2,43 |
|                         | Pessoas–Animais–Natureza             | 745    | 4,20 / 100,00   | 2,07 |
|                         | CDS – Partido Popular                | 395    | 2,22 / 100,00   | -    |
|                         | Iniciativa Liberal                   | 385    | 2,17 / 100,00   | Novo |
|                         | LIVRE                                | 203    | 1,14 / 100,00   | 0,41 |
|                         | Outros (com menos de 1,00%)          | 682    | 3,83 / 100,00   |      |
| Votos Inválidos         | Votos Inválidos                      | 692    | 3,89 / 100,00   | 0,48 |
| Total                   | Total                                | 17 756 | 100,00 / 100,00 |      |
| Eleitorado/Participação | Eleitorado/Participação              | 30 424 | 58,36 / 100,00  | 2,62 |

#### São Félix da Marinha
| Partido                 | Partido                              | Votos  | %               | +/-  |
| ----------------------- | ------------------------------------ | ------ | --------------- | ---- |
|                         | Partido Socialista                   | 2 556  | 35,27 / 100,00  | 3,22 |
|                         | Partido Social Democrata             | 2 412  | 33,28 / 100,00  | -    |
|                         | Bloco de Esquerda                    | 697    | 9,62 / 100,00   | 0,88 |
|                         | CDU - Coligação Democrática Unitária | 300    | 4,14 / 100,00   | 1,90 |
|                         | Pessoas–Animais–Natureza             | 269    | 3,71 / 100,00   | 1,86 |
|                         | CDS – Partido Popular                | 231    | 3,19 / 100,00   | -    |
|                         | Iniciativa Liberal                   | 154    | 2,13 / 100,00   | Novo |
|                         | Outros (com menos de 1,00%)          | 357    | 4,92 / 100,00   |      |
| Votos Inválidos         | Votos Inválidos                      | 271    | 3,74 / 100,00   | 0,53 |
| Total                   | Total                                | 7 247  | 100,00 / 100,00 |      |
| Eleitorado/Participação | Eleitorado/Participação              | 11 502 | 63,01 / 100,00  | 1,60 |

#### Serzedo e Perosinho
| Partido                 | Partido                              | Votos  | %               | +/-  |
| ----------------------- | ------------------------------------ | ------ | --------------- | ---- |
|                         | Partido Socialista                   | 2 733  | 38,53 / 100,00  | 6,01 |
|                         | Partido Social Democrata             | 2 089  | 29,45 / 100,00  | -    |
|                         | Bloco de Esquerda                    | 754    | 10,63 / 100,00  | 1,00 |
|                         | CDU - Coligação Democrática Unitária | 295    | 4,16 / 100,00   | 2,62 |
|                         | Pessoas–Animais–Natureza             | 268    | 3,78 / 100,00   | 1,59 |
|                         | CDS – Partido Popular                | 201    | 2,83 / 100,00   | -    |
|                         | Iniciativa Liberal                   | 103    | 1,45 / 100,00   | Novo |
|                         | Outros (com menos de 1,00%)          | 358    | 5,04 / 100,00   |      |
| Votos Inválidos         | Votos Inválidos                      | 293    | 4,13 / 100,00   | 0,24 |
| Total                   | Total                                | 7 094  | 100,00 / 100,00 |      |
| Eleitorado/Participação | Eleitorado/Participação              | 12 529 | 56,62 / 100,00  | 1,79 |

#### Vilar de Andorinho
| Partido                 | Partido                              | Votos  | %               | +/-  |
| ----------------------- | ------------------------------------ | ------ | --------------- | ---- |
|                         | Partido Socialista                   | 3 483  | 40,85 / 100,00  | 5,60 |
|                         | Partido Social Democrata             | 1 777  | 20,84 / 100,00  | -    |
|                         | Bloco de Esquerda                    | 1 160  | 13,60 / 100,00  | 2,08 |
|                         | CDU - Coligação Democrática Unitária | 549    | 6,44 / 100,00   | 3,69 |
|                         | Pessoas–Animais–Natureza             | 442    | 5,18 / 100,00   | 2,80 |
|                         | CDS – Partido Popular                | 179    | 2,10 / 100,00   | -    |
|                         | Iniciativa Liberal                   | 95     | 1,11 / 100,00   | Novo |
|                         | Outros (com menos de 1,00%)          | 479    | 5,64 / 100,00   |      |
| Votos Inválidos         | Votos Inválidos                      | 363    | 4,26 / 100,00   | 0,75 |
| Total                   | Total                                | 8 527  | 100,00 / 100,00 |      |
| Eleitorado/Participação | Eleitorado/Participação              | 15 449 | 55,19 / 100,00  | 2,19 |